# Курода Киётака
Курода, Киётака (яп. 黒田 清隆; 16 октября 1840—25 августа 1900), также известный как Курода Рёсукэ (яп. 黑田 了介 курода рё:сукэ), японский политик периода Мэйдзи, второй премьер-министр Японии (c 30 апреля 1888 по 25 октября 1889).
Впоследствии Курода возглавлял комиссию по колонизации Хоккайдо. Он прожил там с 1870 по 1882 год, периодически приезжая в Токио для отчёта перед правительством. В 1878 году, после смерти Окубо Тосимити, он стал лидером клана Сацума. Незадолго до того, как он покинул свой пост на Хоккайдо, его обвинили в продаже государственной собственности.
В 1888 году он становится премьер-министром и занимается принятием конституции Мэйдзи. Однако в следующем году он был вынужден покинуть этот пост, после того, как сделал несколько грубых ошибок при заключении торговых договоров. Позднее он становится гэнро, министром коммуникаций и председателем Тайного Совета.

## Биография

### Сацумский самурай
Родом из семьи самураев низкого ранга из провинции Сацума, служивших даймё Симадзу.
В 1862 году Курода участвовал в инциденте в Намамуги, когда самураи княжества Сацума зарубили насмерть одного и тяжело ранили двоих британских моряков, нарушивших нормы японского этикета, не поклонившись даймё. Это привело к началу Сацумско-британской войны, в которой Киётака играл значительную роль. После окончания войны он приехал в Эдо, чтобы изучать артиллерийское дело.
Во время Реставрации Мэйдзи стал активным участником в альянсе мятежных княжеств Сацума и Тёсю, боровшихся против власти Сёгуната Токугава за восстановление императорского правления. Один из военных лидеров в войне Босин, стал известен после того, как пощадил и взял в плен Эномото Такэаки, противостоявшего армии Куроды в Битве за Хакодатэ на острове Хоккайдо; Эномото пытался организовать на Хоккайдо суверенную республику.

### Политическая и дипломатическая карьера
После установления правления императора Мэйдзи Курода стал первым дипломатом, приехавшим на Карафуто (Сахалин), на который претендовали как Российская империя, так и Япония. Продвижение русских на восток ужаснуло Куроду, он вернулся в Токио и настойчиво рекомендовал скорейшее заселение Карафуто и установление пограничных укреплений. В 1871 году он съездил в Европу и США, а затем, в 1872, был назначен руководителем колонизацией Хоккайдо.
В 1874 Курода стал директором Общества колонизации Хоккайдо (яп. 北海道拓殖の進歩 хоккайдо: такусёку но симпо), разработавшего организационную схему заселения острова бывшими самураями и ушедшими в запас солдатами, которые бы одновременно становились фермерами и поддерживали внутренний порядок. Киётака получил звание генерал-лейтенанта в имперской японской армии. Курода приглашал иностранных советников из стран с похожим на японский климатом посещать Хоккайдо и предоставлять консультации по улучшению сельского хозяйства.
Киётака стал послом в Корею в 1875, он участвовал в подписании Мирного договора в Канхвадо, открывшего Корею японской торговле, в 1876 году. В 1877 его послали в составе антиповстанческих сил для усмирения Сацумского восстания, и через год он, после убийства бывшими самураями Окубо Тосимити, де-факто стал властителем Сацумы.
Вскоре после того, как он покинул свой кабинет в Хоккайдо, Курода стал центральной фигурой скандала 1881 года вокруг Общества колонизации Хоккайдо. Киётака, в рамках приватизационной программы, пытался продать активы Общества торговому синдикату, принадлежавшему одному из старых друзей из Сацумы по низкой цене. Когда условия сделки узнала пресса, шумиха вокруг них заставила стороны отменить соглашение. Кроме того, в 1881 году жена Куроды умерла от болезни лёгких, но пошли слухи о том, что Киётака напился и убил её; тело эксгумировали, подозрения не подтвердились, но слухи о его пьянстве продолжались.

### Премьер-министр

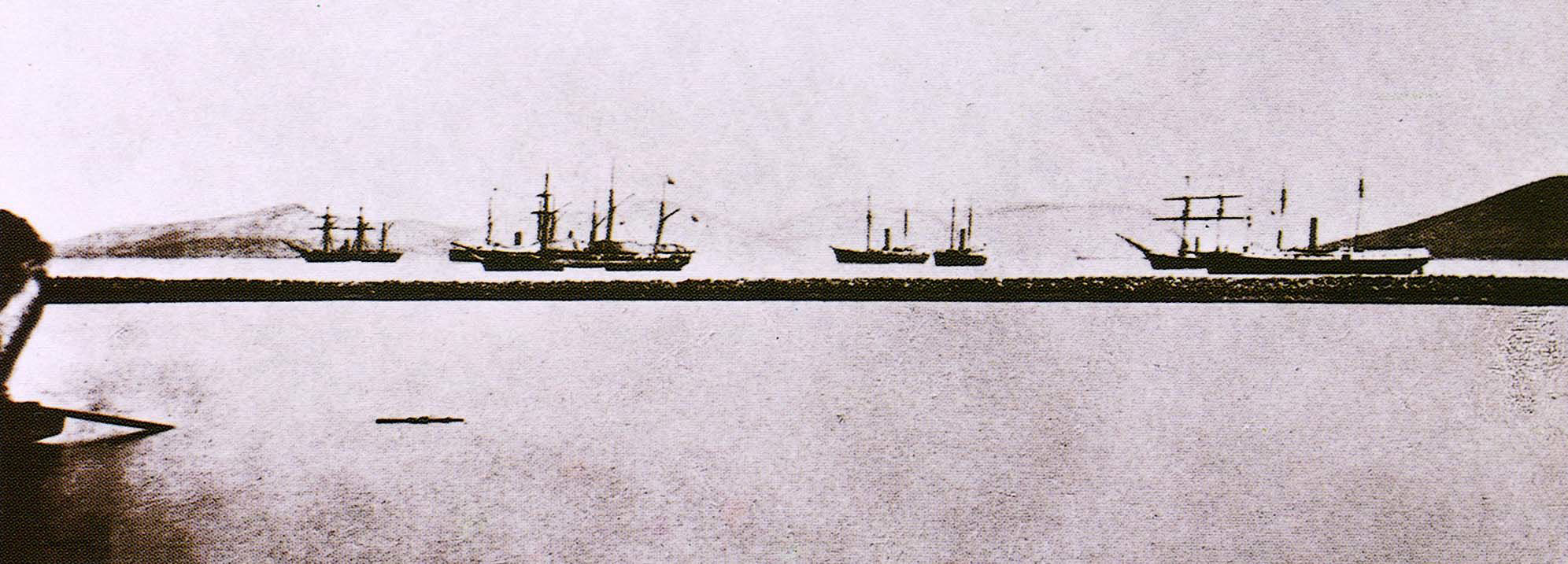
Корабли Киётаки в Пусане, на пути на остров Канхвадо (江華島), 16 января 1876 года.

Киётака стал вторым премьер-министром Японии (после Ито Хиробуми). В течение своего срока он готовил опубликование конституции. Досадные промахи с неравными договорами, которые Японии пришлось принять, вызвали отрицательную реакцию. Когда были опубликованы черновики Окумы Сигэнобу, описывающие будущие изменения, Курода был вынужден подать в отставку.

### Последующая жизнь
Курода был министром связи с 1892 года. В 1895 он стал гэнро и председателем Тайного Совета. Курода умер от мозгового кровоизлияния в 1900 году, похоронной церемонией руководил Эномото Такэаки. Могила Куроды находится на кладбище Аояма в Токио.